# Watch Dogs 2
Watch Dogs 2 (estilizado como WATCH_DOGS 2) es un videojuego de mundo abierto y acción-aventura desarrollado por Ubisoft Montreal y distribuido por Ubisoft para las plataformas Microsoft Windows, PlayStation 4 y Xbox One. Es la secuela de Watch Dogs que fue lanzado a la venta el 15 de noviembre de 2016. Es de mundo abierto, sigilo y de disparos en tercera persona estando ambientado en la ciudad de San Francisco. El jugador encarna a Marcus Holloway, un hacker que se une al grupo hacktivista DedSec para descubrir y revelar al público los manejos del Sistema Operativo ctOS e investigar como el Estado y las empresas utilizan la información recolectada para controlar a la población.

## Lanzamiento
El 8 de junio de 2016, Ubisoft reveló que el juego sería lanzado el 15 de noviembre de ese año para las plataformas PC (Microsoft Windows), PlayStation 4 y Xbox en seis diferentes ediciones. En septiembre de 2016, fue anunciado que Watch Dogs 2 tendría mejoras para PlayStation 4 Pro. En octubre de 2016, Ubisoft anunció que la versión para PC fue retrasada hasta el 29 de noviembre de 2016 para asegurar que su optimización para Microsoft Windows fuera buena. A dos Semanas del Lanzamiento, Se asociaron Ubisoft y Samsung para ofrecer gratuitamente una copia descargable de Watch Dogs 2 con la compra de un disco de estado sólido o monitores "gamers" curvos. Las copias de Amazon Prime que fueron lanzadas antes de la fecha de lanzamiento general, mostraron problemas con la integración del multijugador en el juego. Ubisoft se comprometio a corregir los problemas de esa modalidad a tiempo. pero el día del lanzamiento, la empresa dijo que estaba defectuoso, citando lag y Crasheos. El modo cooperativo multijugador fue habilitado una semana después del lanzamiento del videojuego.
Una versión de prueba gratuita que duró tres horas fue lanzada para PlayStation 4 el 17 de enero de 2017; la versión de Xbox One se pudo descargar a partir del 24 de enero.
Los pedidos adelantados de la versión "Gold Edition Collector's Edition" incluye contenido adicional como armas, Skins, vehículos y drones; La "Deluxe Collector's Edition" contiene lo mismo, pero excluye el Season Pass. Cada uno de estos, tal como la "Collector's Edition" genérica, contiene un robot llamado "Wrench Junior", que es controlado con una aplicación móvil en un teléfono inteligente o Tablet. La "Gold Edition" trae los items antes mencionados y el "season pass", y si bien la versión "Deluxe Edition" omite el "season pass", contiene todos los otros extras. La misión "Zodiac Killer" es también exclusiva para las compras en pedidos anticipados. Se trata del protagonista Marcus Holloway persiguiendo a un criminal imitador que emula el mismo modus operandi que utilizaba el asesino del Zodiaco. Los miembros de Amazon y Twitch Prime obtienen acceso a contenido gratuito como potenciadores de XP y packs de Skins. "ScoutXpedition", una misión bonus para los compradores de pedidos anticipados en PlayStation 4, se puso disponible de manera gratuita para ser descargada desde enero de 2017.

## Argumento
Tres años después de los eventos de Chicago, San Francisco se ha convertido en la próxima ciudad en instalar ctOS (Sistema operativo central), que conecta a todos con todo. El pirata informático Marcus Holloway (Ruffin Prentiss) es castigado por un crimen que no cometió por el ctOS actualizado - ctOS 2.0 - que lo clasifica como el sospechoso. Al darse cuenta de que el sistema provoca daños encubiertos a los ciudadanos inocentes de San Francisco, decide trabajar con el grupo de hacker DedSec para eliminar el ctOS 2.0 y Blume, la compañía neomercantilista que lo respalda. Marcus se une a DedSec y trabaja con los piratas informáticos Sitara (Tasya Teles), Wrench (Shawn Baichoo), Horatio (Michael Xavier) y Josh (Jonathan Dubsky), y comienzan a usar sus habilidades para exponer a las organizaciones y corporaciones corruptas que usan secretamente personal robado. Datos de ctOS para sus propios fines. El juego comienza con Marcus, conocido también por su alias hacker Retr0, que tiene una prueba de iniciación: borra su propio perfil de ctOS. Aceptado en DedSec, recibe una alerta sobre una Iglesia llamada New Dawn que sirve como una organización criminal, después de lo cual, Marcus sirve principalmente para crear conciencia de los objetivos de los piratas informáticos a través de las redes sociales y trucos para ayudar a conseguir suficientes computadoras para derribar a Blume. , la "figura decorativa" de ctOS. Eventualmente, se topan con la existencia de un mensaje subliminal y Bellwether, un programa de manipulación de datos que Dušan Nemec (Christopher Jacot), el CTO de Blume, alimenta con datos de ctOS, para manipular las finanzas y la política mundiales. DedSec más tarde logra reclutar la ayuda de Raymond "T-Bone" Kenney (John Tench), quien está decidido a luchar contra Blume tres años después de atacar el ctOS en Chicago.
Con su ayuda, DedSec logra exponer la corrupción del FBI y numerosas corporaciones de Silicon Valley a través de la piratería de sus instalaciones de datos. Al enterarse de que Blume planea instalar una red satelital diseñada para eludir los cables de datos submarinos, lo que le daría a Blume el monopolio de los datos electrónicos y las bolsas de valores de todo el mundo, se infiltran en el área de lanzamiento de uno de los satélites para instalar una puerta trasera. Para derribar a Blume y Dušan para siempre, Marcus irrumpe en todas las oficinas centrales internacionales de Blume y, por último, en sus oficinas centrales de San Francisco y piratea sus servidores, exponiendo la existencia de la corrupción de Bellwether y Dušan. Dušan es arrestado por fraude y Blume está bajo investigación, aunque DedSec resuelve continuar su lucha contra Blume. En una escena de finalización extendida agregada en un parche posterior al lanzamiento, dos individuos no identificados notan que más células DedSec y grupos hacktivistas han surgido en todo el mundo en respuesta al escándalo de San Francisco Blume, y que es hora de poner sus propios planes en marcha. El nombre de archivo de la grabación que se ve en el final es un conjunto de coordenadas ubicado en Brixton, Londres.
| Contenido                                                          | Standard Edition | Deluxe Edition | San Francisco Edition   | Gold Edition | Wrench Jr Robot Collector's Pack | The Return of DedSec Collector's Case |
| ------------------------------------------------------------------ | ---------------- | -------------- | ----------------------- | ------------ | -------------------------------- | ------------------------------------- |
| Software                                                           |                  |                |                         |              |                                  |                                       |
| Watch Dogs 2                                                       | Sí               | Sí             | Sí                      | Sí           | Sí                               | Sí                                    |
| Deluxe Pack                                                        | No               | Sí             | Sí                      | Sí           | Sí                               | Sí                                    |
| Season Pass (se puede comprar por separado)                        | No               | No             | No                      | Sí           | Sí                               | Sí                                    |
| Zodiac Killer mission (incluido con todas las compras anticipadas) | No               | No             | Sí                      | Sí           | No                               | No                                    |
| Copia Física                                                       |                  |                |                         |              |                                  |                                       |
| Paquete Exclusivo                                                  | No               | (Camiseta)     | (caja de coleccionista) | No           | No                               | (estuche de coleccionista)            |
| Litografías                                                        | No               | Sí             | Sí                      | No           | No                               | Sí                                    |
| Mapa de San Francisco                                              | No               | Sí             | Sí                      | No           | No                               | Sí                                    |
| Calcomanías de DedSec para Computadoras portátiles                 | No               | No             | Sí                      | No           | No                               | Sí                                    |
| Figura de Marcus (24 cm)                                           | No               | No             | Sí                      | No           | No                               | No                                    |
| Figura de Marcus con arte DedSec(27 cm)                            | No               | No             | No                      | No           | No                               | Sí                                    |
| Gorra y Pañoleta de Marcus                                         | No               | No             | No                      | No           | No                               | Sí                                    |
| Exclusivo libro de arte de 64 páginas                              | No               | No             | No                      | No           | No                               | Sí                                    |
| robot Wrench Junior (20 cm)                                        | No               | No             | No                      | No           | Sí                               | No                                    |

### Contenido Descargable
Cinco Paquetes de Contenidos Descargables (DLC) serán lanzados: "T-Bone content Bundle", "Human Conditions", "No Compromise", "Root Access Bundle", y "Psychedelic Pack". Por Medio de u acuerdo de exclusividad con Sony Interactive Entertainment, todos los DLC para Watch Dogs 2 tendrán un tiempo de exclusividad para PlayStation 4.
- "T-Bone Content Bundle" fue lanzado para PlayStation 4 el 22 de diciembre de 2016,[17] e incluye un nuevo modo de dificultad en Co-op, Mayhem, además de la ropa y camión de Raymond "T-Bone" Kenney del juego original Watch Dogs.
- "Human Conditions" será lanzado en el segundo trimestre de 2017, e incluirá tres nuevas historias en industrias de ciencia y medicina de San Francisco. El Pack también incluye nuevas misiones co-op en las que la estrella será "the Jammer", un enemigo habilidoso en tecnología capaz de cazar a jugadores.
- "No Compromise" también será lanzado en el segundo trimestre de 2017 y tendrá una nueva historia en la cual se encuentra metida la Mafia Rusa así también como un modo desbloqueable llamado "Showdown" .
- "Root Access Bundle" (disponible el cuarto trimestre de 2016) y "Psychedelic Pack" (disponible el día del lanzamiento) traen una misión del Asesino del Zodiaco así como nuevos atuendos, autos, skins y armas.

## Recepción

### Recepción Crítica
Watch Dogs 2 recibió críticas "generalmente favorables" de parte de los críticos, según Metacritic, una página reseñas. Los problemas técnicos en las consolas se corrigieron con el parche Update 1.04.
En Destructoid en su opinión, Zack Furniss alabó el cambio de tono de la secuela de una falta de seriedad y declaró que su protagonista Marcus Holloway contaba con un encanto e ingenio similar. Pensó bien sobre el componente de pirateo ya que era sugestionable para múltiples campos de uso, y disfrutó de su naturaleza de compatibilidad con un enfoque no letal; de hecho, Furniss consideró que, por esta razón, las armas de fuego podrían haberse excluido por completo. La conducción fue alabada como una mejora respecto al primer videojuego, sin embargo, los problemas, como problemas técnicos y las bajas tasas de cuadros fueron citados como deficiencias. Para Matt Buchholtz, escribiendo para EGM, el videojuego significaba "menos un cuento de un hacktivista y más una hermosa inmersión en la bahía de San Francisco". El escenario, los personajes y la historia fueron citados como refinamientos considerables de su predecesor. Buchholtz discernió que las tareas requeridas para ganar adeptos eran exitosas para alentar la exploración mundial. Sin embargo, señaló que, en el contexto del personaje principal, el asesinato tenía poco sentido, lo que llevó a un mayor uso del sigilo. Elise Favis en Game Informer dijo que ambos elementos menospreciados y elogiados en comparación con los de Watch Dogs 1. Ella disfrutó de que la piratería era prioritaria en la mecánica del juego y la nueva mecánica de manejo "suave", pero vio inconsistencias en las acciones del protagonista frente a su personalidad y pensamiento apoyando a personajes "demasiado desagradables y mezquinos para ser compañeros significativos". Favis también experimentó capacidades de baja velocidad de cuadros en la PlayStation 4.
Aron Garst de Game Revolution declaró que Watch Dogs 2 había corregido "casi todos los aspectos negativos del original", y como tal, marcó un cambio favorable en la naciente franquicia. En IGN a Dan Stapleton le gusto Marcus Holloway más que el Aiden Pearce del primer juego, y de manera similar aprecia los personajes secundarios de DedSec. Sin embargo, la inclinación de Marcus por la integridad moral era una contradicción notable para Stapleton, a la luz de la posibilidad de que matara a personas inocentes si así lo deseaba. Por lo tanto, la personalidad del personaje se observó como la única exclusión de la violencia y un impulso axiomático hacia el enfoque sigiloso, que Stapleton insistió en que era la herramienta más acomodaticia disponible. Escribiendo para Polygon, Philip Kollar vio que Watch Dogs 2 podría atraer a aquellos que pueden conectarse con "ser joven, enojado con el sistema y seguro de que sabes lo que es mejor para el mundo". Se decía que su comportamiento irónico coincidía naturalmente con la cultura hacker y el género del mundo abierto. San Francisco, cuyos espacios se describieron como "ingeniosamente diseñados", nunca se sintió abrumador en tamaño para Kollar, pero inspiró alegría al aprovechar la capacidad inmediata de explorarlo por completo. Sus quejas se referían a armas de fuego; su uso fue considerado "un fracaso total de la imaginación" e increíble de los miembros de DedSec, como un anónimo tipo grupo de hacktivistas pacíficos". Alice Bell de VideoGamer.com escribió en su veredicto, "Watch Dogs 2 se está perdiendo un poco de refinamiento, y ha tenido problemas con el modo multijugador, pero unirse a DedSec sigue siendo un motín y medio. Es una gran diversión energética con personajes cautivadores, y puedes hacer que toda una ciudad sea tu campo de juego".

### Ventas
En noviembre del año 2016, Ubisoft reveló que los pedidos anticipados del videojuego fueron decepcionantes para la compañía. Debido a esto, Ubisoft adoptó un enfoque más conservador y redujo la proyección de ventas para la segunda mitad de su año fiscal 2017. Sin embargo, el CEO Yves Guillemot confiaba en que el videojuego no sería un fracaso comercial, y comparó el juego con Far Cry 3, un juego comercialmente exitoso con bajas ventas de pre-pedido. Él creía que las revisiones tendrían un gran impacto en las ventas del juego debido al enfoque de "esperar y ver" de los consumidores.
Watch Dogs 2 fue el segundo videojuego de ventas al por menor más vendido en el Reino Unido en su semana de lanzamiento, según Chart-Track, un ochenta por ciento menos que las ventas del original. En los Estados Unidos, el juego ocupó el número ocho en ventas en enero de 2017. La versión de PlayStation 4 vendió 68,796 copias en Japón.